# Saulce-sur-Rhône
Saulce-sur-Rhône – miejscowość i gmina we Francji, w regionie Owernia-Rodan-Alpy, w departamencie Drôme.
Według danych na rok 1990 gminę zamieszkiwały 1443 osoby, a gęstość zaludnienia wynosiła 78 osób/km² (wśród 2880 gmin regionu Rodan-Alpy Saulce-sur-Rhône plasuje się na 586. miejscu pod względem liczby ludności, natomiast pod względem powierzchni na miejscu 566.).